# Brazos County
Das Brazos County ist ein County im Bundesstaat Texas der Vereinigten Staaten. Das U.S. Census Bureau hat bei der Volkszählung 2020 eine Einwohnerzahl von 233.849 ermittelt. Der Sitz der County-Verwaltung (County Seat) befindet sich in Bryan.

## Geographie
Das County liegt östlich des geographischen Zentrums von Texas und hat eine Fläche von 1529 Quadratkilometern, wovon 12 Quadratkilometer Wasserfläche sind. Es grenzt im Uhrzeigersinn an folgende Countys: Leon County, Madison County, Grimes County, Washington County, Burleson County und Robertson County.

## Geschichte
Brazos County wurde am 30. Januar 1841 aus Teilen des Washington County gebildet und trug bis zum 28. Januar 1842 den Namen Navasota County. Danach wurde es nach dem Brazos River benannt.

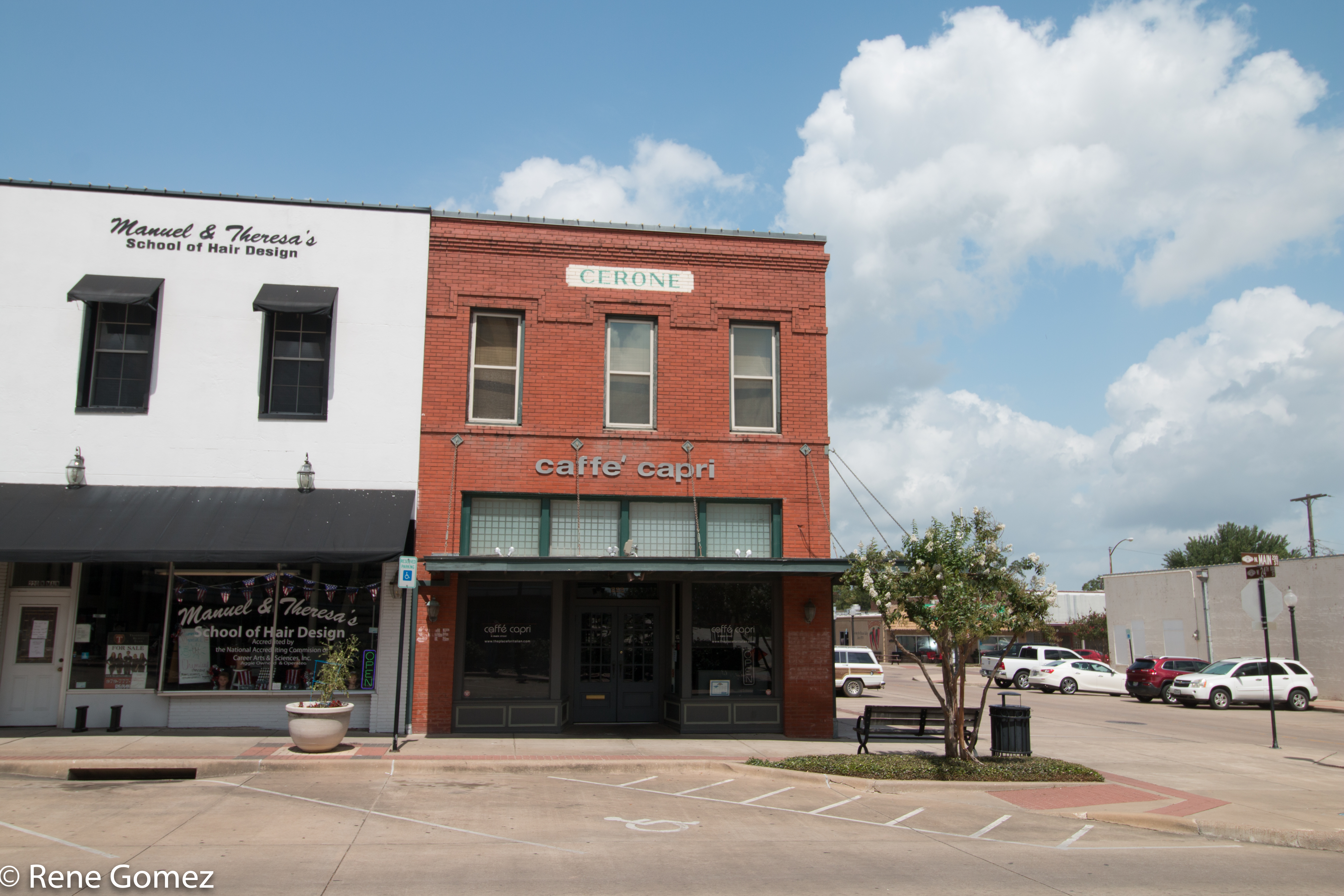
Der Humpty Dumpty Store ist einer von 45 Einträgen des Countys im NRHP.

45 Bauwerke und Stätten des Countys sind im National Register of Historic Places (NRHP) eingetragen (Stand 2. Oktober 2018).

## Demografische Daten

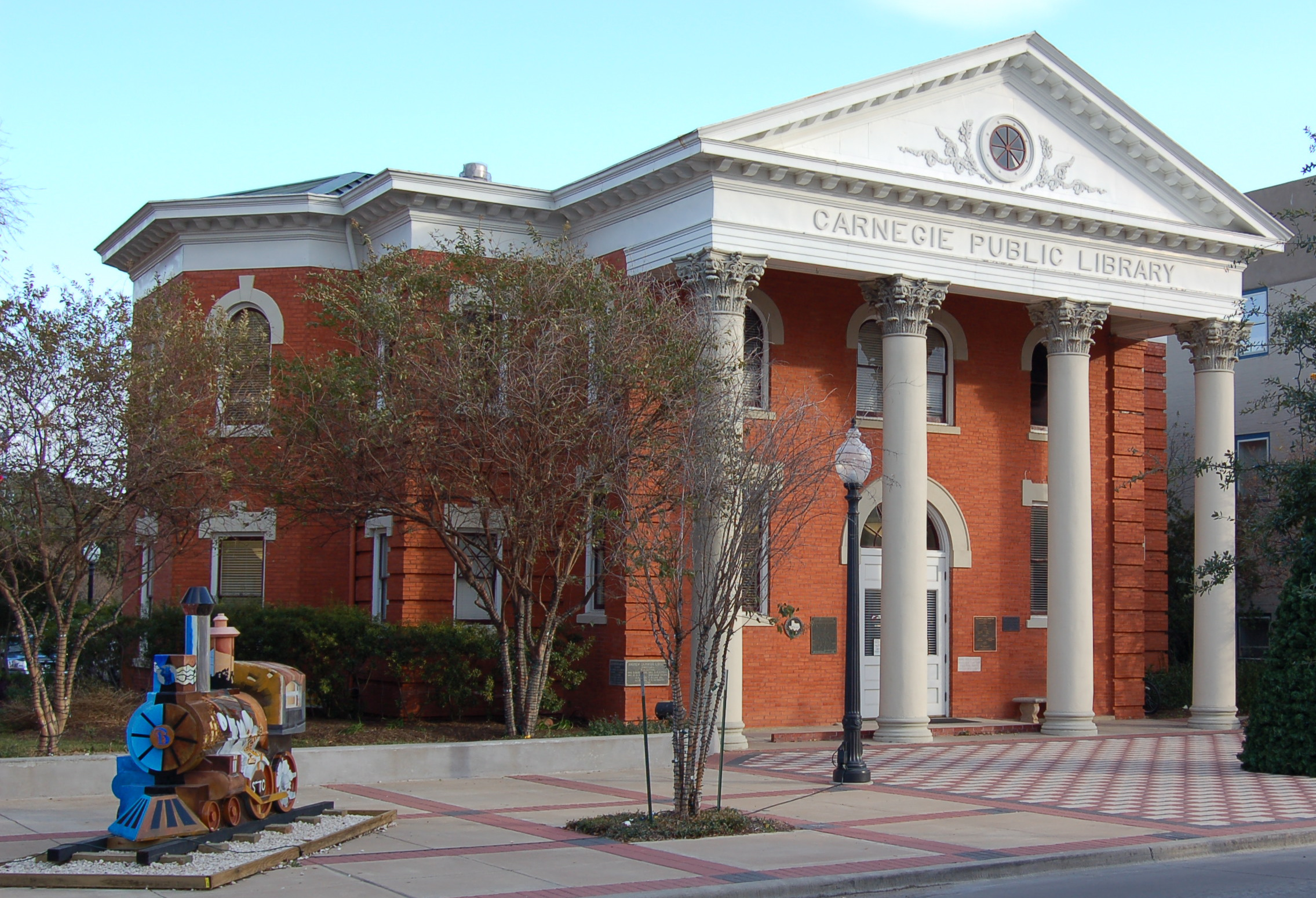
Bryan Carnegie Library, gelistet im NRHP mit der Nr. 76002009

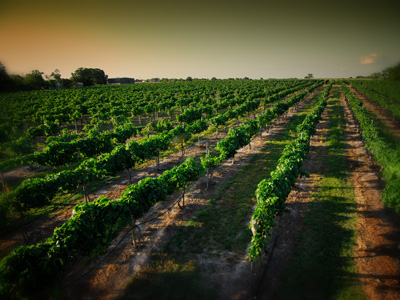
Rebenanbau der Weinkellerei Messina Hof

Nach der Volkszählung im Jahr 2000 lebten im Brazos County 152.415 Menschen. Davon wohnten 13.345 Personen in Sammelunterkünften, die anderen Einwohner lebten in 55.202 Haushalten und 30.416 Familien. Die Bevölkerungsdichte betrug 100 Einwohner pro Quadratkilometer. Ethnisch betrachtet setzte sich die Bevölkerung zusammen aus 74,45 Prozent Weißen, 10,72 Prozent Afroamerikanern, 0,36 Prozent amerikanischen Ureinwohnern, 4,01 Prozent Asiaten, 0,07 Prozent Bewohnern aus dem pazifischen Inselraum und 8,42 Prozent aus anderen ethnischen Gruppen; 1,97 Prozent stammten von zwei oder mehr ethnischen Gruppen ab. 17,88 Prozent der Einwohner waren spanischer oder lateinamerikanischer Abstammung.
Von den 55.202 Haushalten hatten 27,9 Prozent Kinder oder Jugendliche, die mit ihnen zusammen lebten. 41,3 Prozent waren verheiratete, zusammenlebende Paare, 10,0 Prozent waren allein erziehende Mütter und 44,9 Prozent waren keine Familien. 25,5 Prozent waren Singlehaushalte und in 5,0 Prozent lebten Menschen im Alter von 65 Jahren oder darüber. Die durchschnittliche Haushaltsgröße betrug 2,52 und die durchschnittliche Familiengröße betrug 3,16 Personen.
21,5 Prozent der Bevölkerung war unter 18 Jahre alt, 32,0 Prozent zwischen 18 und 24, 26,0 Prozent zwischen 25 und 44, 13,8 Prozent zwischen 45 und 64 und 6,7 Prozent waren 65 Jahre alt oder älter. Das Durchschnittsalter betrug 24 Jahre. Auf 100 weibliche Personen kamen 102,1 männliche Personen und auf 100 Frauen im Alter von 18 Jahren oder darüber kamen 100,3 Männer.
Das jährliche Durchschnittseinkommen eines Haushalts betrug 29.104 USD, das Durchschnittseinkommen einer Familie betrug 46.530 USD. Männer hatten ein Durchschnittseinkommen von 32.864 USD, Frauen 24.179 USD. Das Prokopfeinkommen betrug 16.212 USD. 14,0 Prozent der Familien und 26,9 Prozent der Einwohner lebten unterhalb der Armutsgrenze.

## Städte und Gemeinden
- Aggieland
- Benchley
- Bryan
- College Station
- Edge
- Kurten
- Law
- Millican
- Navasota
- Reliance
- Steep Hollow
- Tabor
- Wellborn

## Schutzgebiete und Parks
- Anderson Athletic Park
- Bee Creek Park
- Bonham Park
- Brazos County Park
- Brison Park
- Bunton Park
- Central Park
- Gabbard Park
- Haswell Memorial Park
- Henderson Park
- Hensel Park
- Lemon Tree Park
- Oaks Park
- Raintree Park
- Sadie Thomas Memorial Park
- Scurry Park
- Southwood Park
- Sul Ross Park
- Tanglewood Park
- Thomas Park
- Travis Park
- Williamson Park